# Cylindropuntia × vivipara
Cylindropuntia × vivipara, conocida como Guasabara o también wasabra o tuna chivera, es una especie del género Cylindropuntia, familia Cactaceae; Se trata de un híbrido de Cylindropuntia arbuscula × Cylindropuntia versicolor pero también surge de la mutación de Opuntia caracasana.

## Descripción
La guasabara es un arbusto carnoso  con tallo cilíndrico armado de espinas, de color verde y flores de color naranja, rojo y amarillo. Crece en forma ramificada y posee espinas amarillas que al envejecer pierden la cubierta cuando alguien se pincha con ellas. 
En lugares de suelo árido y escasas precipitaciones tiende a crecer de forma "arrugada" con espinas pronunciadas mientras que al ser cultivada de forma que tenga buen suministro de agua crece de forma alargada sin arrugarse y reduce el tamaño de sus espinas a pequeñas vellosidades similares a las de Opuntia cochenillifera.

## Distribución

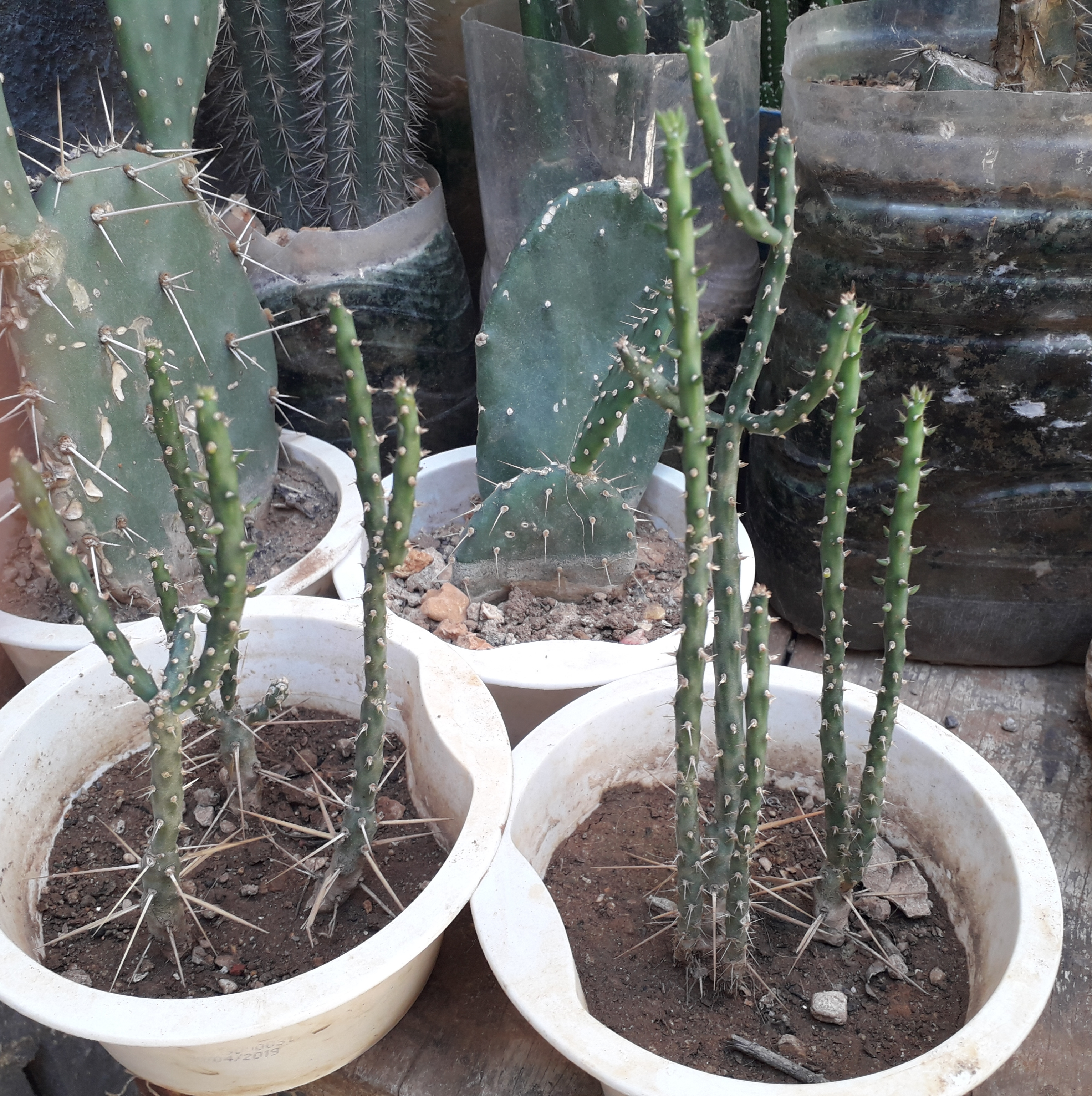
Guasabara cultivada ornamentalmente

Es nativa de Norteamérica en  Arizona. Pero también fue introducida en España, Colombiay Venezuela, en este último país es una especie endémica de las laderas del Parque nacional Los Médanos de Coro y el istmo de Paraguaná. También es usual en el sur de República Dominicana. 

## Taxonomía
Cylindropuntia × vivipara fue descrita por (Engelm. & J.M.Bigelow) F.M.Knuth y publicado en Kaktus-ABC 124. 1935.
Etimología
Cylindropuntia: nombre genérico compuesto de cylindro = "cilíndrico" y opuntia, donde hace referencia a que las plantas son cilíndricas y similares a las del género Opuntia.
vivipara: epíteto latino que significa "vivípara".
Sinonimia
- Opuntia vivipara
- Grusonia × vivipara (Rose) G.D.Rowley
- Opuntia × vivipara Rose.[3]

## Carácter invasor en España
Debido a su potencial colonizador y constituir una amenaza grave para las especies autóctonas, los hábitats o los ecosistemas, esta especie ha sido incluida en el Catálogo Español de Especies Exóticas Invasoras, regulado por el Real Decreto 630/2013, de 2 de agosto, estando prohibida en España su introducción en el medio natural, posesión, transporte, tráfico y comercio.